# 義天
義天禪師（1055年—1101年），俗名王煦，為高麗國王文宗王徽的第四子，封為祐世僧統，因此人稱僧統義天，賜號大覺國師。回高麗後，開創朝鮮半島天台宗。

## 生平
1067年，義天禪師11歲時受王命出家，在靈通寺剃度。北宋元豐八年（1085年），渡海至杭州，入住慧因寺，追隨晉水淨源法師，學習華嚴宗。
義天歸國後，奏請於開城市開豐區域的興王寺（흥왕사）設置「教藏都監」，以珍藏由宋、遼、日本蒐集的四千餘卷章疏，以及經過整理編撰的國內古書。高麗肅宗二年（1097年），義天於「開城國清寺」(개성 국청사)開講天台教觀，使國清寺成為當時高麗國天台宗的根本道場。